# François Daleau
François Daleau, né le 11 juin 1845 à Bourg (Gironde) et mort dans la même ville le 26 novembre 1927, est un préhistorien, archéologue et paléontologue français. Il s’est illustré par ses contributions à l'étude de la grotte de Pair-non-Pair (Gironde) avec l'aide de Henri Breuil, aux fouilles de Thenay (Loir-et-Cher), et à l'étude de l’art pariétal préhistorique.

## Origines familiales
Hyacinthe François Daleau, dit François, est le fils de Louis Félix Daleau, notaire de Bourg, et de Thérèse Céladine Brizard, famille qui doit sa renommée à la liqueur Marie Brizard créée en 1755. La famille Daleau possède des vignobles à Bourg, et c'est autour des propriétés familiales que le jeune François commence ses premières recherches en paléontologie.

## Formation
François Daleau, comme l'ensemble de sa famille, est atteint d'une tuberculose osseuse touchant la colonne vertébrale, le Mal de Pott, qui l'obligera sa vie durant à se déplacer à l'aide de deux cannes et lui vaudra d'interrompre prématurément ses études pour des cures dans les stations thermales. Il se passionne très jeune, en autodidacte, pour les sciences de la nature (géologie, zoologie et botanique) mais également pour l'anthropologie et à l'ethnographie. Il se forme auprès de spécialistes comme l'anthropologue Paul Broca, Jean-Baptiste Gassies, conservateur du musée préhistorique de Bordeaux, Édouard Harlé, paléontologue, et également Gabriel de Mortillet, Émile Cartailhac, Paul Sébillot, qui deviennent ses amis. Il devient rapidement un spécialiste de la Préhistoire et formera d'autres préhistoriens comme Jean-Gaston Lalanne.
En 1871, il devient membre de la Société linnéenne de Bordeaux puis, en 1873, membre de la Société archéologique de Bordeaux. En 1872, il participe à la fondation de l'Association française pour l'avancement des sciences.

## Fouilles archéologiques
Avec son ami Jean-Baptiste Gassies, François Daleau découvre et fouille, à partir de 1873, la grotte de Jolias, à Prignac-et-Marcamps, qui devient la première station magdalénienne étudiée en Gironde. 
En 1873, il découvre, à Prignac-et-Marcamps, la Grotte des Fées, un abri sous roche situé à trois cents mètres de la grotte de Pair-non-Pair, dans le même massif de calcaire à astéries. La stratigraphie, sur 75 centimètres, révèle des vestiges lithiques et osseux très importants. Les niveaux archéologiques sont attribués au Magdalénien moyen et supérieur,.
François Daleau se consacre ensuite pleinement à l'étude de la grotte de Pair-non-Pair.
Parmi ses nombreuses découvertes, on lui doit notamment celle des sites mésolithiques des étangs girondins et la description de plusieurs mégalithes. Daleau acquiert également des terrains à Saint-Androny, Braud et Cézac afin de protéger des vestiges.

## Grotte de Pair-non-Pair

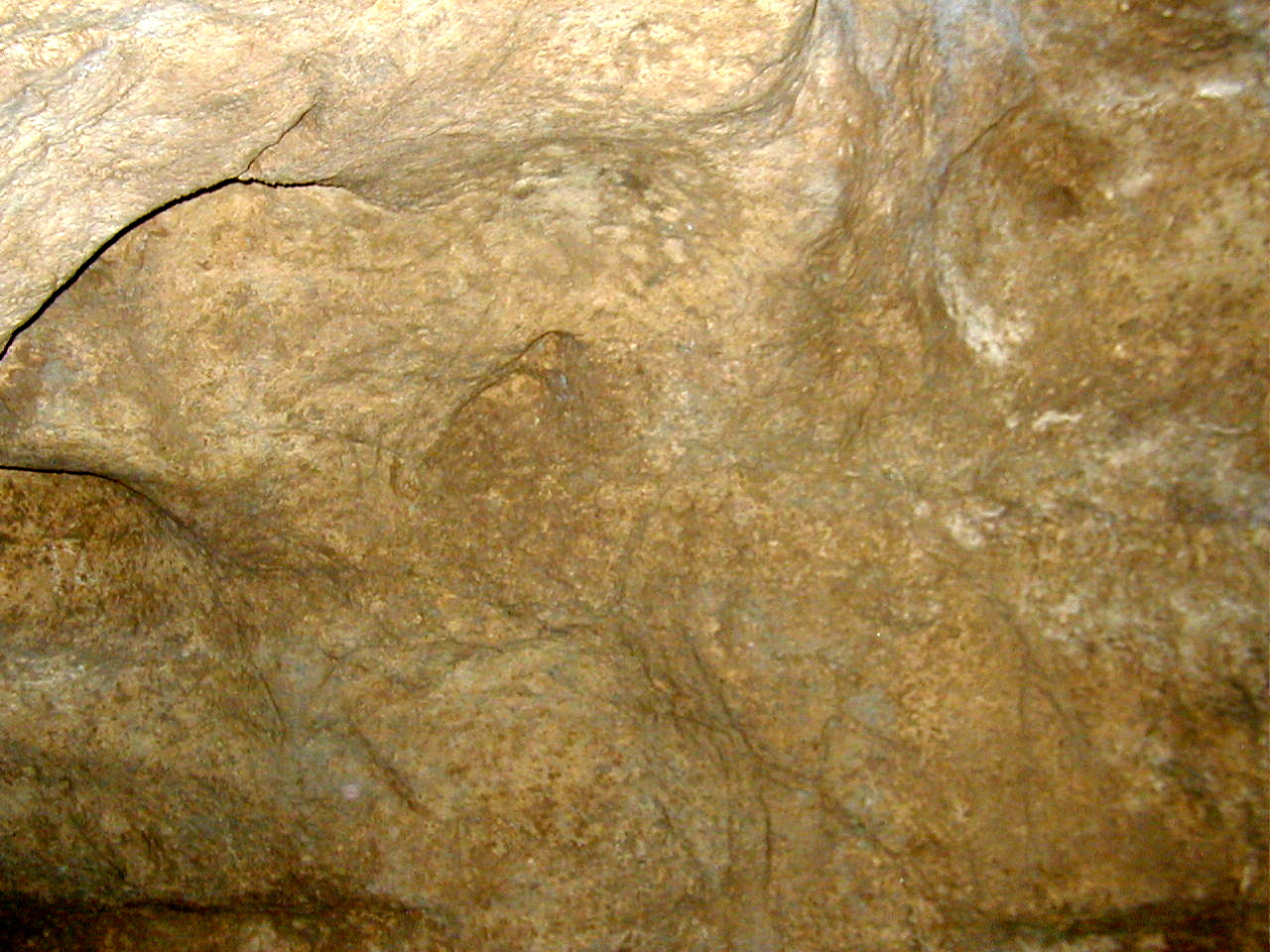
Gravure pariétale dans la grotte de Pair-non-Pair, grotte ornée fouillée par François Daleau

La grotte de Pair-non-Pair, creusée dans le massif calcaire à astéries qui borde la rive gauche du Moron, affluent de la Dordogne est découverte le 6 mars 1881 lorsqu'une vache se coince la patte dans ce qui se révèlera être un oculus. François Daleau entreprend la fouille peu après, dès le 8 mars, avec l'aide du domestique du propriétaire de la terre de Laborde. 
En juillet 1892, la terre de Laborde est rachetée par Baptiste Milpied qui exige une location pour l'exploitation de la grotte. Daleau cesse alors ses fouilles jusqu'au 21 mai 1896 où les deux hommes se mettent d'accord sur le montant de la location, établi à 80 francs par an. La plus grande partie de la fouille de la grotte est effectuée sous la direction de Daleau par Pierre Macouillard (gendre de Baptiste Milpied) sous la bienveillance de l'abbé Breuil, reconnu comme le spécialiste international de l'art pariétal préhistorique et détenteur d'une chaire au Collège de France et à l'Université de Bordeaux.
Lors des recherches réalisées dans la grotte, soit 880 « excursions archéologiques », Daleau découvre de nombreux outils et traces d'occupations humaines. Il répertorie jusqu'à 15 000 outils en silex, des os, de l'ivoire ainsi que 6 000 ossements animaux. Les produits de ses fouilles sont exposés au musée d'Aquitaine et au Muséum d'histoire naturelle de Bordeaux. 
Les premières gravures rupestres, aperçues dès 1883 lors du déblaiement, sont identifiées en 1896. Ne sont représentés dans la grotte que des quadrupèdes herbivores comme des bouquetins, chevaux, mammouth, megaceros. 
Les fouilles de Pair-non-Pair sont effectuées avec une précision minutieuse en déployant des méthodes innovantes comme le déblaiement progressif des couches archéologiques qui comblent la cavité ou encore la prise de notes systématique, sur des « carnets d'excursion » de la description et de la position de chaque vestige découvert. 

## Scientifique reconnu
Daleau, grâce à ses découvertes et ses techniques de fouille, devient un spécialiste incontournable de l'art pariétal. Il devient l'un des chefs de file de la nouvelle archéologie française et est chargé de présenter la fouille de Thenay au congrès de l'Association française pour l'avancement des sciences en 1884.
Ses travaux sur le Paléolithique du Bourgeais n'empêchent pas François Daleau de s'intéresser à d'autres périodes et d'autres secteurs de la Gironde. En 1876, il avait déjà publié un long mémoire intitulé Carte d'archéologie préhistorique du département de la Gironde, premier inventaire détaillé des sites et des trouvailles classés par communes.
Sa notoriété dépasse rapidement les cadres régional et national et il envoie chacune de ses publications en 93 exemplaires dans 26 pays. Ses travaux touchent toutes les disciplines et toutes les périodes de l'histoire. Ses archives révèlent 51 publications concernant le Paléolithique, 44 concernant le Néolithique, 15 sur l'âge du bronze, 11 sur le monde gallo-romain, 5 sur le Moyen Âge, 38 en histoire moderne et contemporaine, 29 en ethnographie, 19 en zoologie, 8 en botanique et 4 en numismatique.
Soucieux de faire partager ses passions au plus grand nombre, Daleau crée dès 1870 un musée dans sa demeure du chalet de l'abbaye à Bourg où sont exposées ses collections préhistoriques et ethnographiques. Ce musée sera agrandi afin de présenter au mieux les pièces selon les règles nouvelles de la muséographie. Reconnu comme un des meilleurs représentants français de la paléontologie, il est sollicité pour la rédaction, sous les auspices du prince Albert Ier de Monaco, aux côtés d'Henri Breuil, d'Émile Cartailhac et de Louis Capitan d'un traité sur les grottes ornées de France.
François Daleau a assuré la conservation de ses collections et de ses publications en léguant l'ensemble à la ville de Bordeaux. En 1900, grâce à l'insistance de François Daleau, la grotte de Pair-non-Pair devient la première grotte classée au titre des Monuments Historiques lors de son acquisition par l'État. 

## Publications
- François Daleau, Cachette de fondeur du Moulin-Neuf, commune de Braud (Gironde), Bordeaux, Y. Cadoret, 1913, 21 p. (lire en ligne)